# Journée mondiale de la langue arabe
L'événement annuel de la journée mondiale de la langue arabe (اليوم العالمي للغة العربية) constitue une initiative internationale significative, mise en place par les Nations unies pour célébrer la richesse et la diversité de la langue arabe. Chaque année, le 18 décembre, cette journée spéciale est dédiée à honorer et à promouvoir la langue arabe à travers le monde.
La genèse de cette journée remonte à un moment historique crucial : le 18 décembre 1973. C'est à cette date que l'Assemblée générale des Nations unies a officiellement reconnu l'arabe en tant quelangue officielle de l'organisation, marquant ainsi une étape majeure dans la reconnaissance de la langue arabe à l'échelle mondiale. Cette décision historique a non seulement renforcé le statut de l'arabe en tant que langue internationale, mais elle a également souligné son importance culturelle et linguistique dans le paysage mondial.
L'instauration de la journée mondiale de la langue arabe en 2012 a été le fruit d'une proposition conjointe du Maroc, de l'Arabie saoudite et de la Libye lors de la session 190 du conseil exécutif de l'UNESCO. Cette initiative témoigne de l'engagement des pays arabophones à promouvoir leur langue et leur culture à l'échelle internationale, tout en favorisant le dialogue interculturel et la compréhension mutuelle entre les peuples.
La journée mondiale de la langue arabe coïncide avec la date de la reconnaissance officielle de l'arabe par l'Assemblée générale des Nations unies, le 18 décembre. Cette synchronisation souligne l'importance symbolique de cette journée et renforce son lien avec l'histoire de la reconnaissance de la langue arabe sur la scène internationale.
En mettant en lumière l'importance de la langue arabe dans la diversité linguistique mondiale, la journée mondiale de la langue arabe vise à sensibiliser le public à l'importance de préserver et de promouvoir cette langue riche en histoire et en tradition. En encourageant le multilinguisme et en célébrant la diversité culturelle, cette journée contribue à renforcer les liens entre les communautés arabophones et le reste du monde, tout en favorisant le respect et la tolérance entre les cultures.

## Histoire
Les journées des langues aux Nations unies, instaurées en 2010 pour célébrer la richesse du multilinguisme et la diversité culturelle, constituent une reconnaissance formelle des langues officielles de l'organisation et mettent en avant leur importance dans la communication internationale. Parmi ces langues, l'arabe joue un rôle crucial, symbolisant l'héritage culturel et historique de tout un continent.
Voici un aperçu des dates dédiées à chaque langue :
- Anglais (23 avril)
- Arabe (18 décembre)
- Chinois (20 avril)
- Français (20 mars)
- Russe (6 juin)
- Espagnol (12 octobre)

Le chemin vers la reconnaissance de l'arabe aux Nations unies remonte aux années 1950, marqué par la publication de la résolution 878 lors de la neuvième session de l'Assemblée générale le 4 décembre 1954. Cette résolution a ouvert la voie à la traduction en langue arabe de documents politiques ou juridiques, mais avec des restrictions telles que la limite annuelle de quatre mille pages et la responsabilité financière de l'État demandeur.
En 1960, l'UNESCO a pris l'initiative d'utiliser l'arabe lors de conférences organisées dans les régions arabophones, et a commencé à traduire des documents et des publications essentiels en arabe. Cette décision a été renforcée en 1966 avec la promotion de l'usage de l'arabe au sein de l'UNESCO, accompagnée de services d'interprétation pour faciliter les échanges linguistiques lors des sessions plénières.
Cependant, ce n'est qu'en 1968 que l'arabe a commencé à être régulièrement utilisé dans les activités des Nations unies, avec la traduction de documents de travail et des procès-verbaux, ainsi que la mise en place de services d'interprétation en arabe. Cette évolution significative a été le résultat d'une pression diplomatique constante exercée par les pays arabophones.
En septembre 1973, l'arabe a franchi une étape majeure en devenant une langue utilisée dans les échanges oraux pendant les sessions de l'Assemblée générale. Cette décision historique a été précédée par la volonté exprimée par la Ligue arabe lors de sa soixantième session de faire de l'arabe l'une des langues officielles des Nations unies.
Après une demande des gouvernements de l’Algérie, l’Irak, la Libye, le Koweït, l’Arabie saoudite, le Yémen, la Tunisie, l’Égypte et du Liban, inscrite à l'ordre du jour lors de la 28e session, le 18 décembre 1973, la résolution 3190, recommandant de faire la langue arabe une langue officielle de l'Assemblée générale. Cette résolution est entrée en vigueur en 1974, marquant un tournant dans l'histoire de la langue arabe sur la scène internationale.
En octobre 2012, lors de la 190e session, le conseil exécutif de l'UNESCO a pris une décision historique en consacrant le 18 décembre comme la Journée mondiale de la langue arabe. Cette initiative vise à promouvoir et à préserver la richesse et la diversité de la langue arabe à travers le monde, soulignant son importance culturelle et linguistique.
Le 23 octobre 2013, le Comité consultatif international du plan pour le développement de la culture arabe, sous l'égide de l'UNESCO, a décidé d'adopter la journée internationale de la langue arabe comme l'un des éléments-clés de son programme de travail annuel. Cette décision témoigne de l'engagement continu en faveur de la promotion de la langue arabe et de sa diffusion à l'échelle mondiale.

## L'essor de l'enseignement de la langue arabe à l'échelle mondiale
Depuis sa reconnaissance officielle par les Nations unies et l'instauration de la journée mondiale de la langue arabe, un vaste mouvement s'est développé pour promouvoir et renforcer l'enseignement de la langue arabe à travers le monde. Cette expansion de l'enseignement de l'arabe témoigne de la volonté de préserver et de valoriser la richesse linguistique et culturelle de la communauté arabophone, ainsi que de favoriser les échanges interculturels et la compréhension mutuelle entre les peuples.
Au cours des dernières décennies, des efforts considérables ont été déployés par les gouvernements, les institutions éducatives, les organisations internationales et la société civile pour répondre à la demande croissante d'apprentissage de la langue arabe. Ces efforts ont donné lieu à la mise en place de programmes éducatifs variés, visant à enseigner l'arabe à un large éventail d'apprenants, qu'ils soient enfants, jeunes ou adultes, débutants ou avancés.
L'année internationale de la langue arabe proclamée par l'UNESCO en 1980 a marqué un tournant majeur dans la promotion de la langue arabe à l'échelle mondiale. Cette initiative a permis de sensibiliser le public à l'importance de la langue arabe dans la préservation du patrimoine culturel et dans la promotion du dialogue interculturel, et a encouragé la mise en place de projets éducatifs visant à promouvoir son enseignement.
Depuis lors, de nombreux pays ont mis en place des politiques éducatives visant à intégrer l'enseignement de l'arabe dans les programmes scolaires nationaux. Des centres de langues arabes ont été créés dans les écoles et les universités, offrant des cours d'arabe adaptés à tous les niveaux, de la maternelle à l'université, et des programmes de formation pour les enseignants ont été développés pour garantir la qualité de l'enseignement de l'arabe.
En décembre 2012, l'Organisation arabe pour l'éducation, la culture et les sciences (ALECSO) a lancé le Programme d'action pour la diffusion de la langue arabe dans le monde. Ce programme ambitieux vise à renforcer l'enseignement de l'arabe dans les établissements scolaires à travers le monde, en mettant l'accent sur l'importance de la langue arabe dans la préservation du patrimoine culturel et dans le renforcement du dialogue interculturel.
Parallèlement, des initiatives de collaboration entre les pays arabophones et francophones ont été lancées pour promouvoir le multilinguisme et renforcer les liens entre les deux cultures. Le projet "Arabofrancophonie" initié par l'Organisation internationale de la francophonie (OIF) vise à encourager les échanges linguistiques et culturels entre les pays arabophones et francophones, contribuant ainsi à l'enrichissement mutuel des deux langues et cultures.
En outre, des partenariats ont été établis entre les institutions éducatives, les entreprises et les organisations de la société civile pour promouvoir l'apprentissage de l'arabe dans le cadre de programmes de formation professionnelle et de développement des compétences linguistiques. Des initiatives telles que les échanges universitaires, les stages linguistiques et les programmes de volontariat à l'étranger offrent aux apprenants l'opportunité d'approfondir leur connaissance de la langue arabe et de découvrir sa culture et sa civilisation de manière immersive.
Ces initiatives témoignent de l'engagement continu en faveur de la promotion et du renforcement de l'enseignement de la langue arabe à l'échelle mondiale, ainsi que de la reconnaissance de son rôle crucial dans la préservation de l'identité culturelle et dans la promotion du dialogue interculturel et de la coopération internationale.